# Béatrice Hess
Béatrice Hess (Colmar, 10 novembre 1961) è una nuotatrice francese, vincitrice di 20 medaglie d'oro e 5 d'argento ai Giochi paralimpici tra il 1984 e il 2004.

## Biografia
Considerata  come una delle migliori nuotatrici al mondo, ha preso parte a 5 edizioni dei Giochi paralimpici estivi (New York/Stoke Mandeville 1984, Seul 1988, Atlanta 1996, Sydney 2000 ed Atene 2004), vincendo complessivamente 25 medaglie paralimpiche. Inoltre, nell'Edizione del 2000 a Sydney infranse 9 record del mondo.
Affetta da paralisi cerebrale infantile, ha gareggiato nella categoria per disabili S5.

## Palmarès
- Giochi paralimpici

New York 1984: oro nei 25 m dorso C3, 25 m stile libero C3, 50 m stile libero C3 e 100 m stile libero C3.
Seul 1988: oro nei 25 m dorso L1; argento nei 50 m stile libero L1.
Atlanta 1996: oro nei 50 m dorso S5, 50 m farfalla S5, 50 m stile libero S5, 100 m stile libero S5, 200 m stile libero S5, 200 m misti individuali SM5; argento nella staffetta 4×50 m stile libero S1-6.
Sydney 2000: oro nei 50 m dorso S5, 50 m farfalla S5, 50 m stile libero S5, 100 m stile libero S5, 200 m stile libero S5, 200 m misti individuali SM6, staffetta 4×50 m misti 20 punti.
Atene 2004: oro nei 100 m rana SB4, 200 m stile libero S5; argento nei 50 m dorso S5, 50 m stile libero S5, 100 m stile libero S5.
- Mondiali paralimpici

Christchurch 1998: oro nei 50 m stile libero S5, 50 m dorso S5, 100 m stile libero S5, 100 m rana SB4, 200 m stile libero S5, 200 m misti individuali SM5, staffetta 4×50 m mista; bronzo nei 50 m farfalla S5, staffetta 4×50 m stile libero.
Mar del Plata 2002: oro nei 200 m stile libero S5; argento nei 50 m rana S5; bronzo nei 100 m stile libero S5.